# Hyejong av Goryeo
Taejo av Goryeo, född 912, död 945, var en koreansk monark. Han var kung av Korea mellan 943 och 945. 